# Betta albimarginata
Betta albimarginata är en fiskart som beskrevs av Maurice Kottelat och Ng, 1994. Betta albimarginata ingår i släktet Betta och familjen Osphronemidae. Inga underarter finns listade.

## Bildgalleri

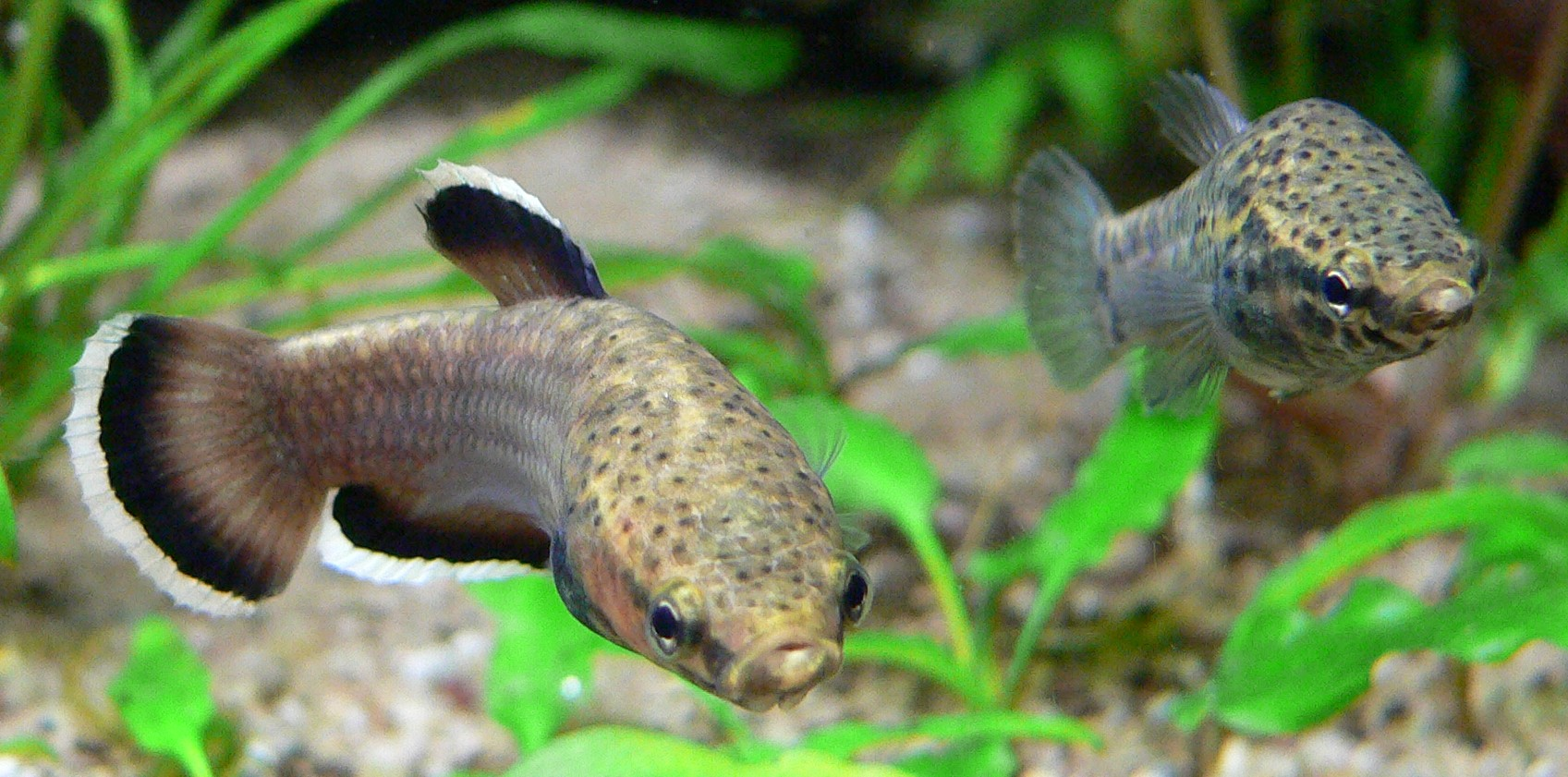
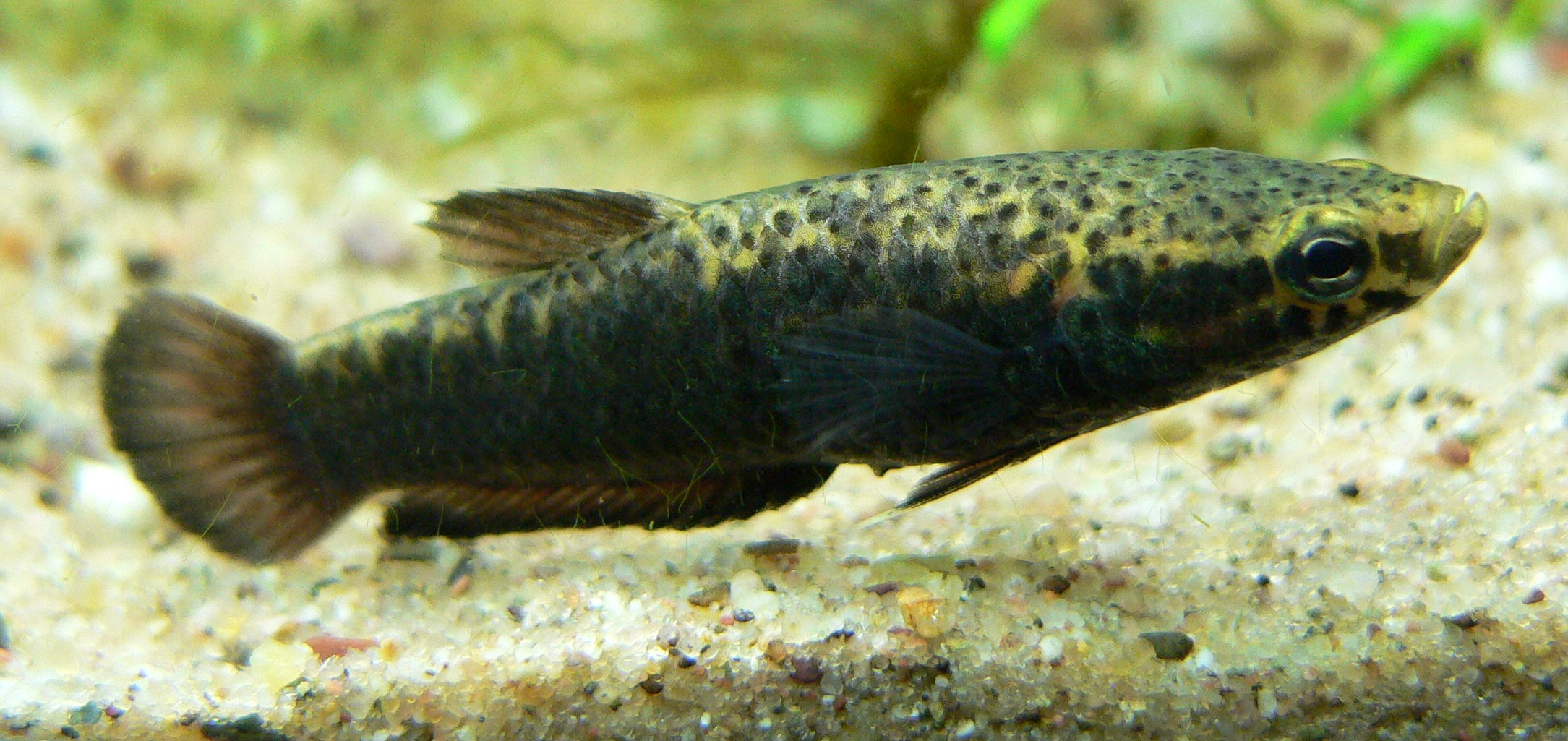
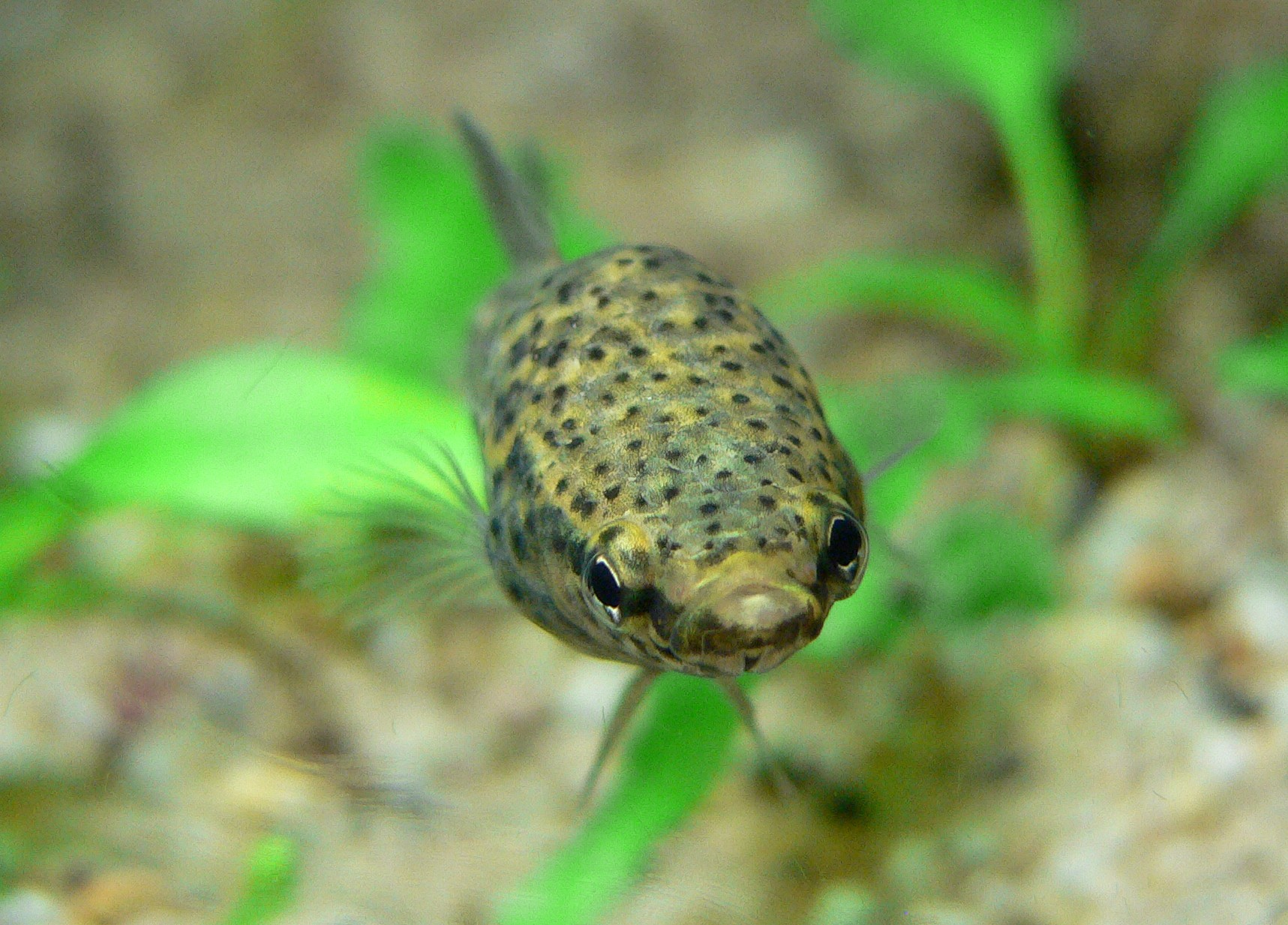